# Hermes Airlines
Hermes Airlines (IATA: H3, OACI: HRM) es una pequeña aerolínea griega fundada en 2011 como filial de Air Méditerranée. Operaba vuelos chárter en Europa y el Mediterráneo utilizando su propia marca, así como en nombre de otras compañías aéreas.

## Flota
Flota hacia abril de 2015:

## Accidentes e incidentes
- El 2 de febrero de 2016, el Vuelo 159 de Daallo Airlines, que había partido desde Mogadiscio, Somalía, con destino a la Ciudad de Yibuti, Yibuti, explotó 20 minutos luego de despegar sobre Bal'ad, dejando un fallecido y dos heridos. La bomba provocó un agujero en el fuselaje del avión.[3] La aeronave era operada por Daallo Airlines, pero era propiedad de Hermes Airlines.[4]